# Parc aux bouleaux
La parc aux bouleaux de Kopli (estonien : Kopli kasepark) est un parc du quartier de Kopli dans l'arrondissement de Tallinn-Nord à Tallinn en Estonie.

## Présentation
Le parc aux bouleaux de Kopli est situé dans la péninsule de Kopli, entre les rues Kopli tänav, Sepa tänav, Maleva tänav et Kilbi tänav et il est délimité par les lignes n°1 et n°2 de tramway au sud-ouest et un embranchement ferroviaire au nord et au nord-est. 
La superficie du parc est de 7,9 hectares.
Le parc est sillonné par sentiers forestiers sinueux. 
Autrefois, la zone de Kopli était couverte de forêts. En 1912, un village de pêcheurs fut construit à Kopli. Pendant la construction, la forêt a progressivement commencé à rétrécir et il n'en reste plus que le bois du parc aux bouleaux. La zone du parc a été asséché dans les années 1980, le parc est maintenant protégé.
Les bouleaux du parc poussent principalement avec les aulnes, le diamètre du plus grand bouleau est de 88 cm. 
L'épicéa, le marronnier d'Inde, le chêne et d'autres espèces poussent isolement. 
À la fin des années 1930, le côté de Kopli, du côté du tramway, était bordé d'une rangée de peupliers de Berlin (45 arbres ; hauteur 20−22 m, diamètre 59−61 cm).
Dans les angles nord-est et sud, le parc abrite un bosquet de mélèzes de Sibérie planté en 1905−1911.
Outre les rochers, dont le plus grand mesure plus de 2 mètres de haut et 4 mètres de diamètre, le parc abrite des formations rocheuses de la période glaciaire naturellement préservées et actuellement protégées,.

## Transports
Les lignes n°1 et n°2 de tramway longent le parc qui est desservi par l'arrêt Marati.

## Galerie

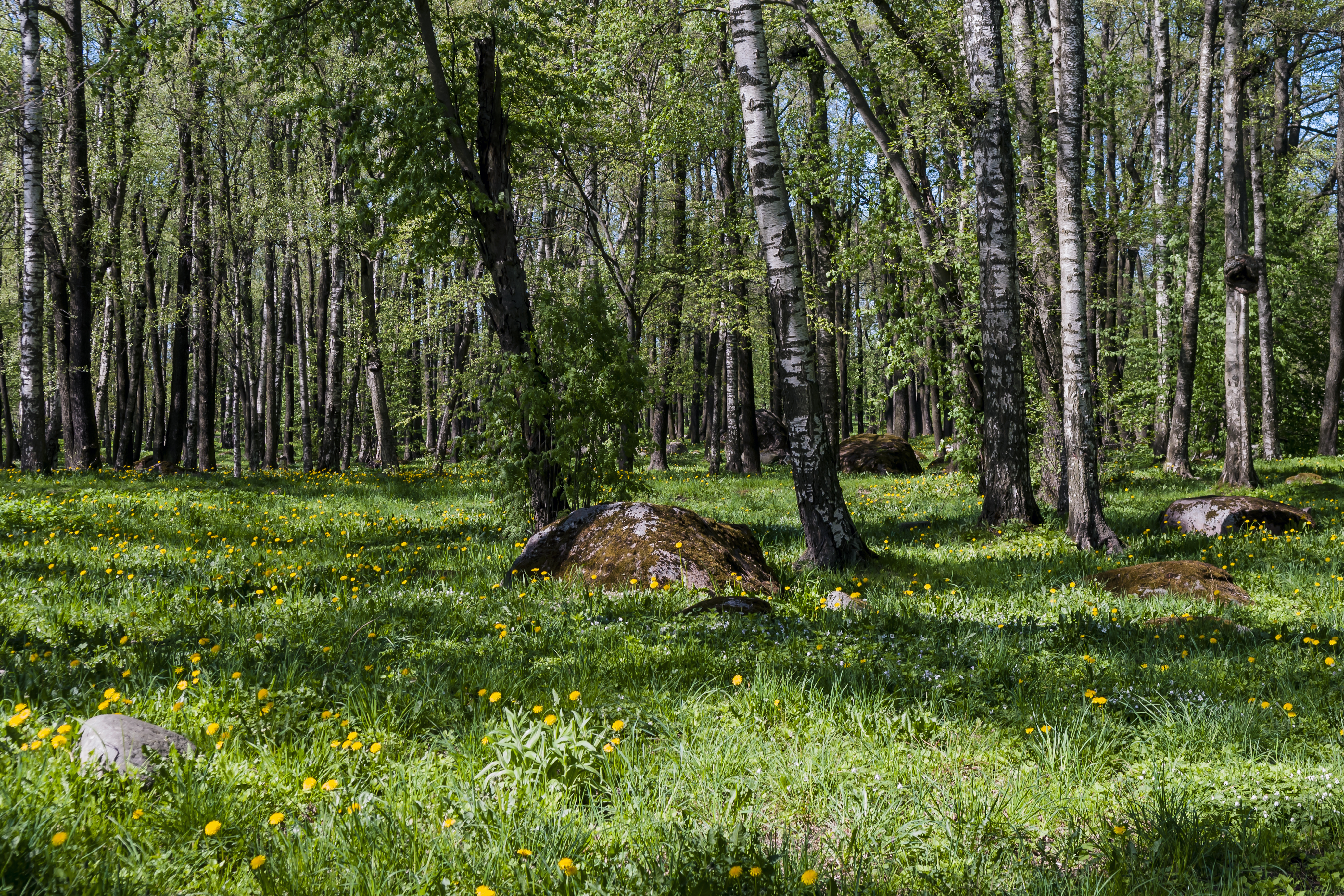
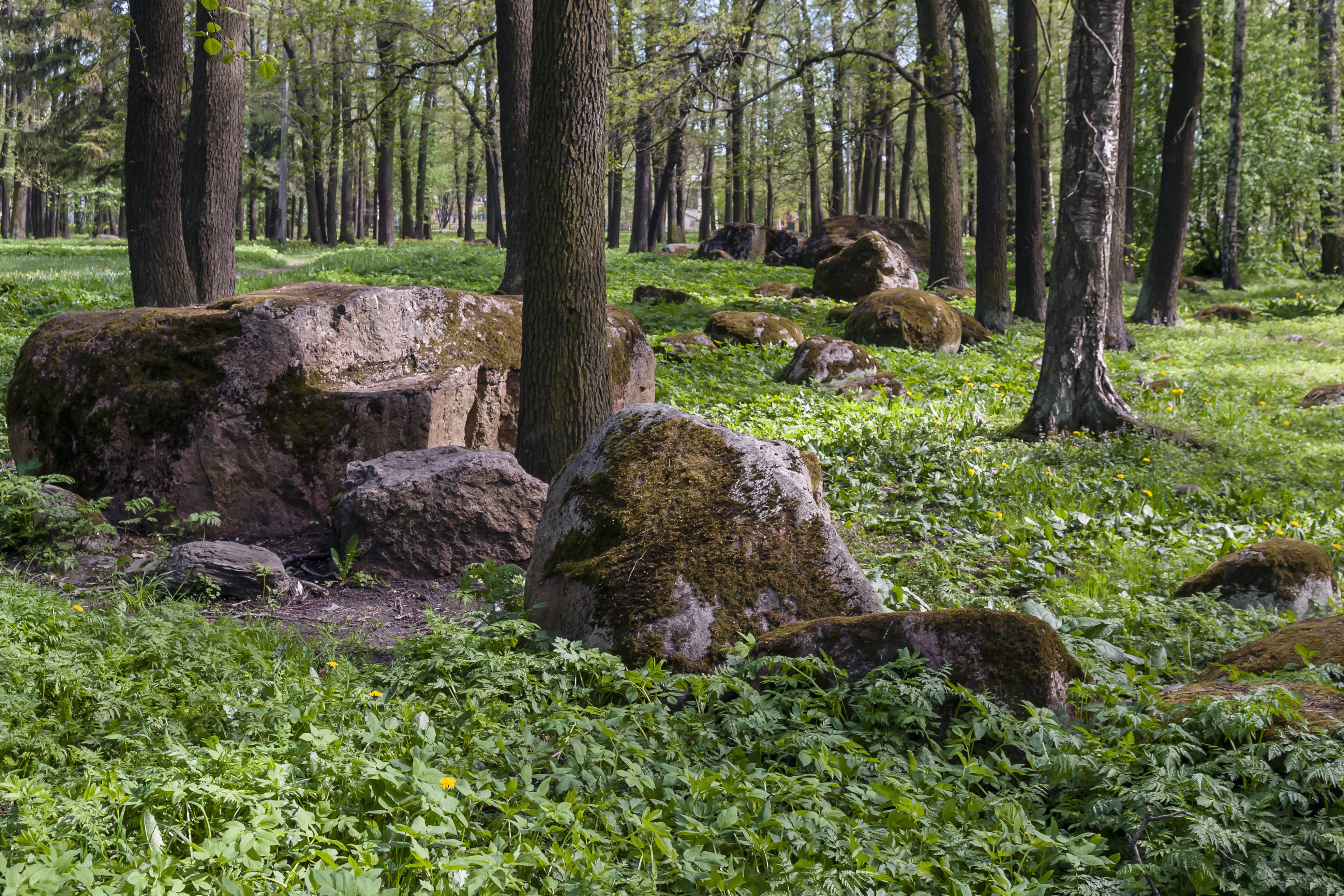
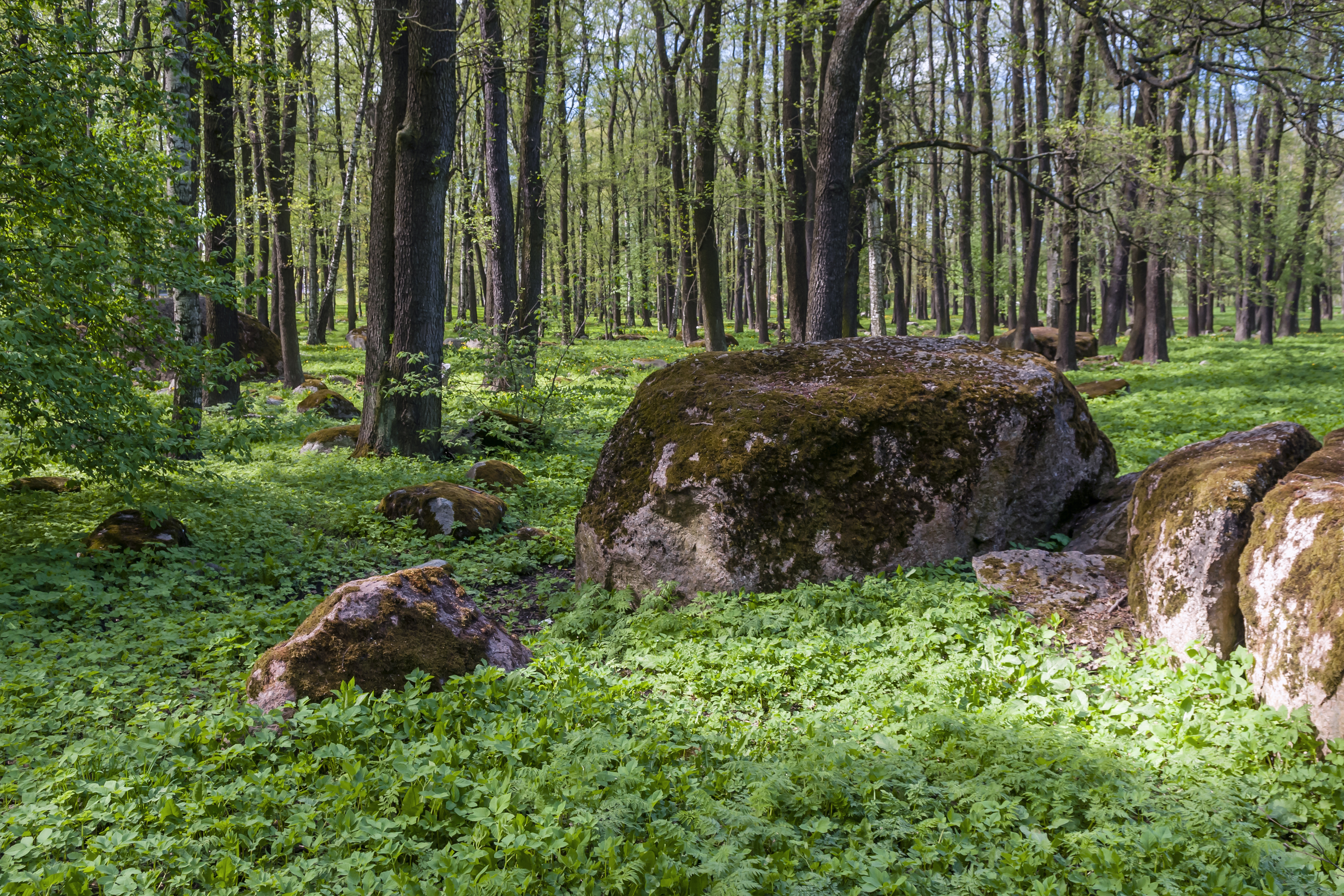
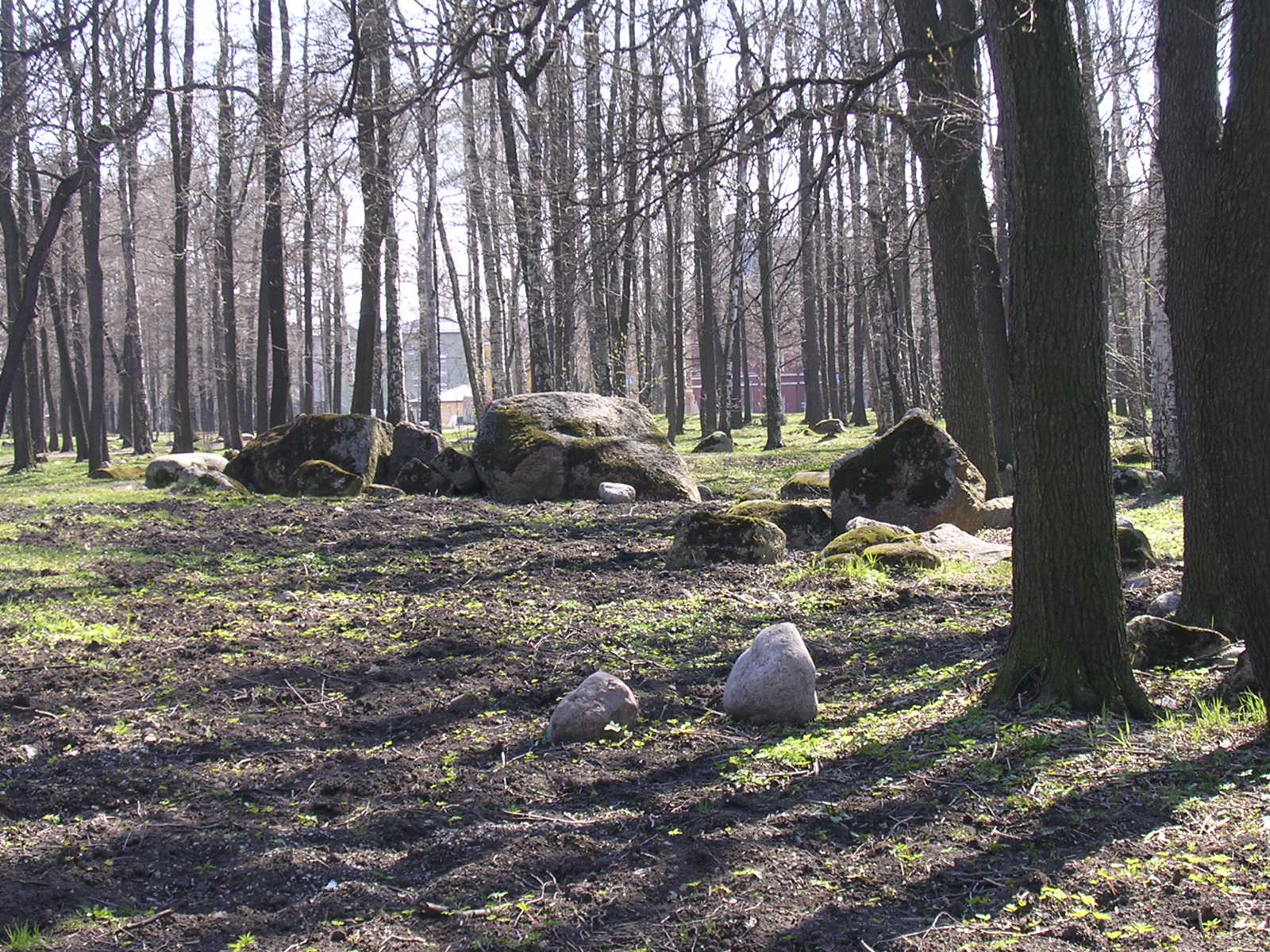